# Жирокомпас
Жирокомпасът (ЖК) е навигационен прибор, представляващ сложно техническо средство, което използва свойствата на жироскопа за указване посоката на истинския север.
ЖК има редица предимства пред магнитния компас. Не се влияе от магнитното поле на Земята. Указанията му лесно се предават към други прибори. Има по-голяма устойчивост на външни въздействия.
В съвременните ЖК се използват механични жироскопи – това е бързовъртящо се, динамически симетрично тяло, окачено по такъв начин, че оста му на въртене може да заема произволно направление в пространството. Основно свойство на жироскопа е, че ако не се прилагат външни сили, той запазва направлението на главната си ос. Качване на съвременните жироскопи осигурява минимално триене и практически, то не оказва влияние на свободата на жироскопа.
Друго характерно свойство е, че ако се приложи сила към жироскопа, той ще се отклони в посока перпендикулярна на силата. Това се обяснява с уравнението:dH/dt=L, където L е моментът създаден от външната сила. Правилото за определяне на посоката на преместване на жироскопа е вектора на главния момент H се стреми по най-краткия път да достигне вектора L на външната сила. Дори основанието на жироскопа да е неподвижно разположено върху земната повърхност, ЖК ще се завърта спрямо инерциалното пространство поради денонощното въртене на Земята. Вектора на ъгловата скорост на Земята съвпада с по посока със земната ос и има такава посока, че гледано от върха му, Земята се върти в посока обратна на часовниковата стрелка. От хоризонталната съставна се вижда, че западната половина на хоризонта се издига, а източната се понижава. Вертикалната съставна показва, че за наблюдател разположен в северното полукълбо северната част на меридиана ще се отклонява на запад, а южната на изток. Тоест свободния жироскоп ще извършва движения спрямо меридиана и не може да се използва за курсоуказател.